# ناوبندی
روستای ناوبندی، در جنوب استان فارس و در ۱۳ کیلومتری شهر لامرد قرار دارد.
اکثر این روستا با هم قهر بوده و ارث و میراث دختران و خواهران را نمی دهند، این در حالی است که شبانه روز مسجد و حسینیه هم رها نمی کنند.
این روستا از جنوب به کوهستان، از شمال به روستای نخل فساد، از غرب به روستای لشکان و از شرق به دهستان حومه محدود می‌شود.
جمعیت این روستا حدود ۳۶۳ نفر است.